# Ousmane Drame
Ousmane Drame (Conakry, 15 dicembre 1993) è un cestista guineano con cittadinanza statunitense.

## Palmarès
- Lega Lettone-Estone: 1

Ventspils: 2018-2019
- Alpe Adria Cup: 1

Dąbrowa Górnicza: 2022-2023